# Quercus tomentella
Quercus tomentella (лат.) — дерево, субтропический вид рода Дуб (Quercus) семейства Буковые (Fagaceae), произрастает на островах Чаннел в Калифорнии (США) и на острове Гуадалупе в Нижней Калифорнии (Мексика).

## Ботаническое описание

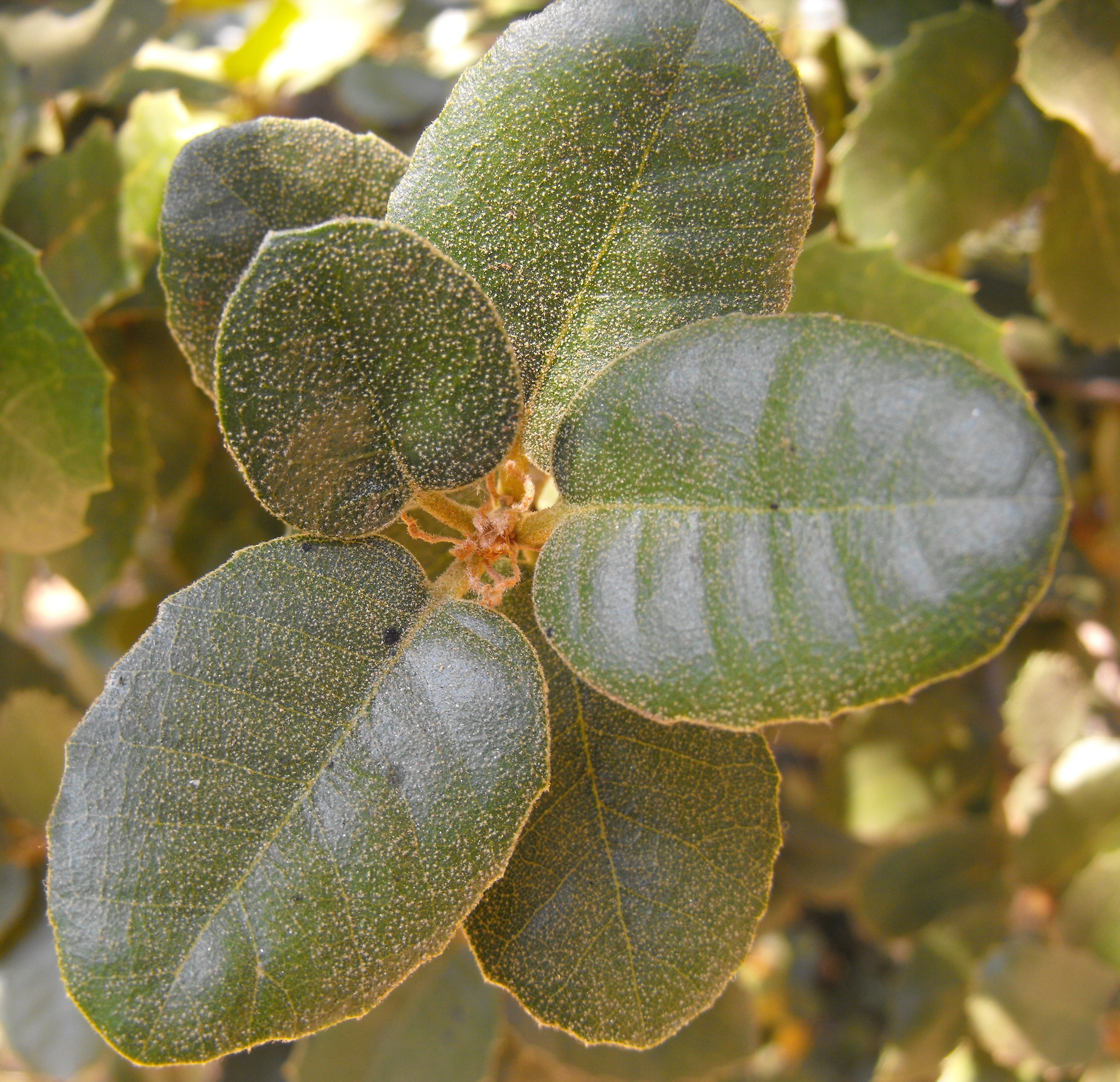
Листья Quercus engelmannii

Quercus tomentella — дерево, растущее до 20 м высотой. Ствол зрелого дерева от сероватого до красновато-коричневого цвета с чешуйчатой бороздчатой корой. Веточки красноватые и покрыты шерстистыми волосками. 
Кожистые листья часто бывают вогнутыми и имеют форму продолговатого копья или овала с заострёнными или закруглёнными кончиками. Края гладкие или зубчатые. Верхняя поверхность листа тёмно-зелёная. Молодые листья слегка покрыта волосками, которые теряются со временем. Нижняя сторона серо-зелёная и покрыта шерстистыми волосками, которые с возрастом также частично шерстистыми. 
Листья 7—10 см в длину, иногда до 12 см. Плод — жёлудь длиной до 3,5 см с закруглённым концом, растёт поодиночке или в парах размером. Чашечка жёлудя имеет толстые чешуйки и шерстистые волоски, шириной до 3 см.

## Распространение и биология
Ареал дуба ограничен 5 островами Чаннел в Калифорнии (США) и островом Гуадалупе в Нижней Калифорнии (Мексика).
Quercus tomentella является реликтовым видом. Хотя в настоящее время он ограничен несколькими островами, раньше вид был широко распространён на материковой Калифорнии, о чём свидетельствуют многочисленные поздние третичные окаменелости видов. Недавно было обнаружено, что на острове Санта-Каталина, входящем в группу островов Чаннел, популяция этого вида обладает высокой, хотя и неравномерной, генетической изменчивостью.
Quercus tomentella гибридизуется с дубом золоточешуйчатый (Quercus chrysolepis).

## Охранный статус
Международный союз по охране природы занёс Quercus tomentella в список исчезающих видов. Вид находится под угрозой чрезмерного выпаса скота. Наиболее быстрое снижение произошло на острове Гуадалупе в Мексике. Деревья там, по-видимому, больше не размножаются. Дикие козы были в изобилии на острове по крайней мере 150 лет. Животные уничтожили большую часть местной растительности и вызвали обширную эрозию почвы. Ограждения ранее были полезны для восстановления некоторых видов местной флоры.